# Kapelle zur schmerzhaften Mutter (Ostbevern)
Die Pietàkapelle ist eine in den 1930er-Jahren errichtete neogotische Backsteinkapelle in  Ostbevern. Sie ist dem Andenken des 1862 in Ostbevern geborenen Bischofs Johannes Poggenburg gewidmet und steht seit dem 11. August 1988 unter Denkmalschutz.

## Beschreibung
Die Kapelle steht am Lienener Damm, dem Brinkort, am Geburtshaus von Johannes Poggenburg, dem heutigen Heimathaus in Ostbevern. Die Kapelle ist circa drei Meter hoch und besteht aus dunkelrotem Backstein. Das Gebäude ist durch ein schlichtes Satteldach eingedeckt. 

An einer Seitenwand der Kapelle findet sich eine Gedenktafel: 

„Zum Andenken an Dr. Johannes Poggenburg, Bischof von Münster 1913–1933, Erzbischof von Nikopsis, geboren zu Ostbevern 12.5.1862, gestorben 5.1.1933.“

 In der Kapelle steht eine 1,25 m hohe Pietà aus Sandstein. Es ist wohl eine Nachbildung des Telgter Gnadenbildes und wie dieses durch eine Krone auf dem Haupt geschmückt; ebenfalls hängt bei dieser Pietà der rechte Arm Christi fast senkrecht zu Boden. Einige abweichende Details weisen auf eine am Barock orientierte Version hin: der Faltenwurf des Mantels ist bewegter und der Gesichtsausdruck Mariens nicht vom Schmerz verzerrt. Zudem ist die Gottesmutter mit zusätzlichen Votivgaben, wie einem Festschleier und einem Mantel, geschmückt.

## Geschichte
Das Gnadenbild stammt vermutlich aus dem Kloster Rengering, das 1810 aufgelöst wurde. Es stand anfangs frei auf einem Sockel an der Straße, wo die alljährliche Hagelprozession vorbeizog. Um 1930 erbaute die Familie Poggenburg die Kapelle. 
Nachdem beim Bombenangriff auf Münster am 10. Oktober 1943 sieben Mitglieder der Familie Poggenburg umgekommen waren, wurde eine Gedenktafel in der Kapelle angebracht. 1977 wurde auch die Gedenktafel für Bischof Poggenburg aus der alten Pfarrkirche dorthin verbracht.

## Bilder

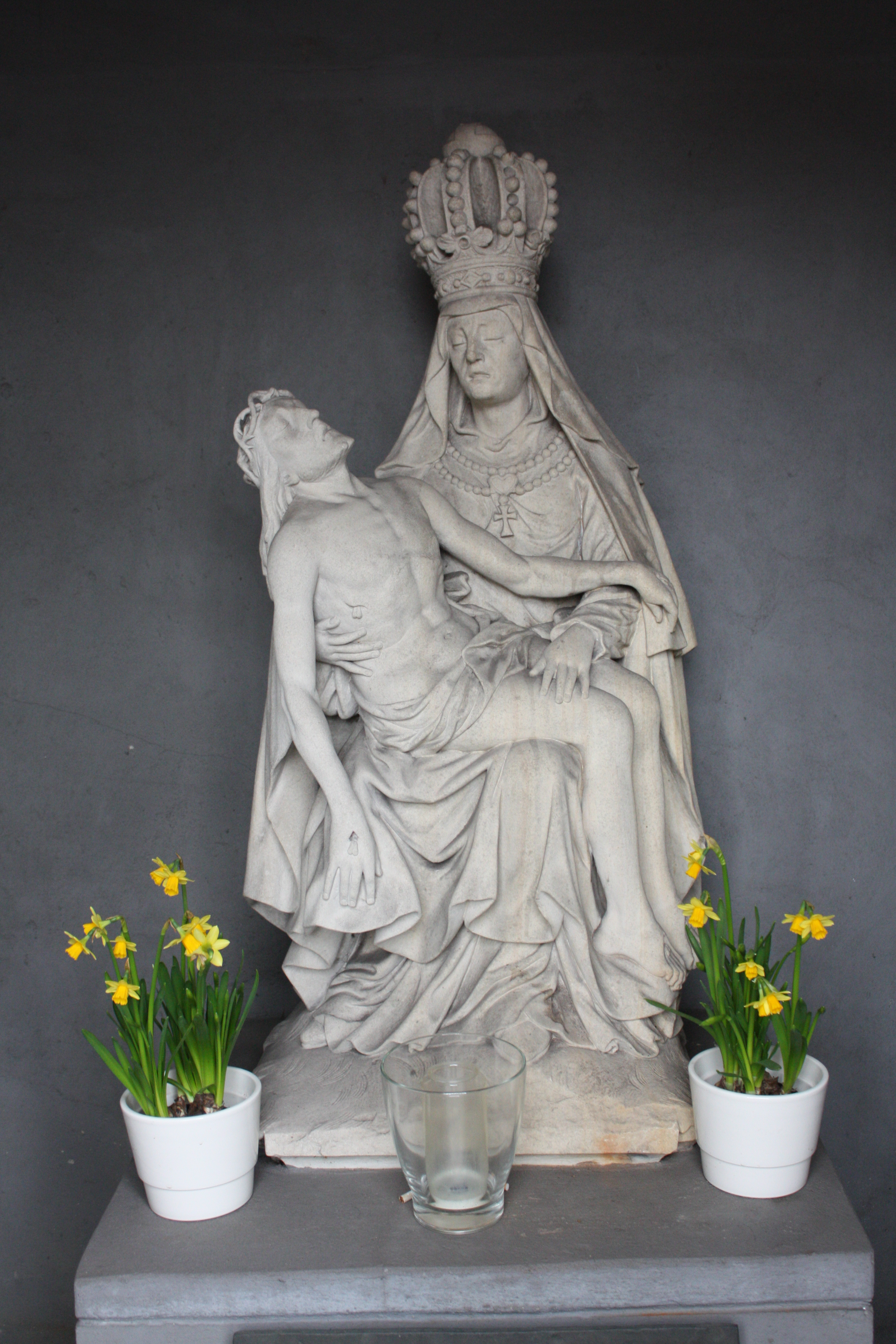
Die Pietà
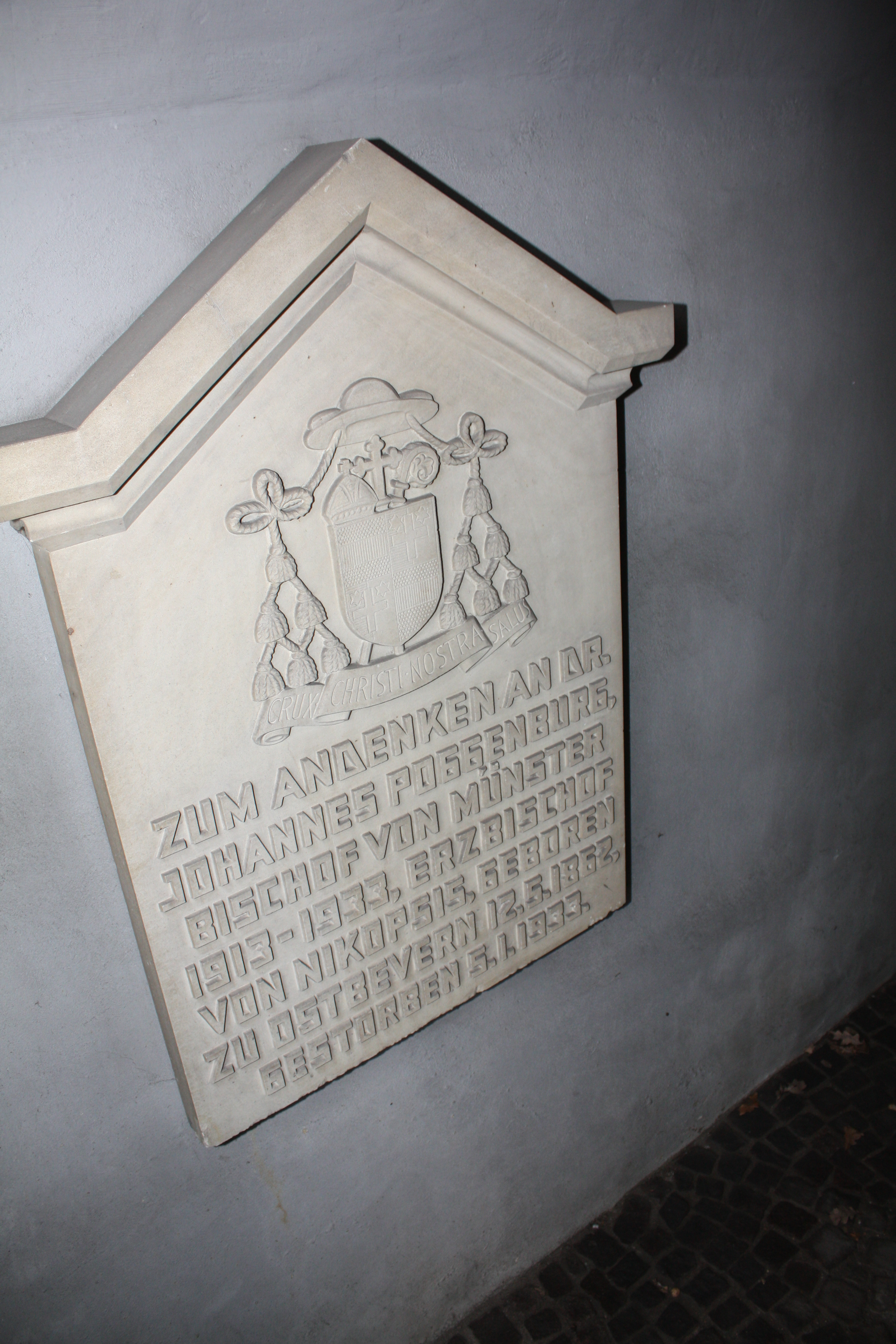
Gedenktafel für Bischof Poggenburg
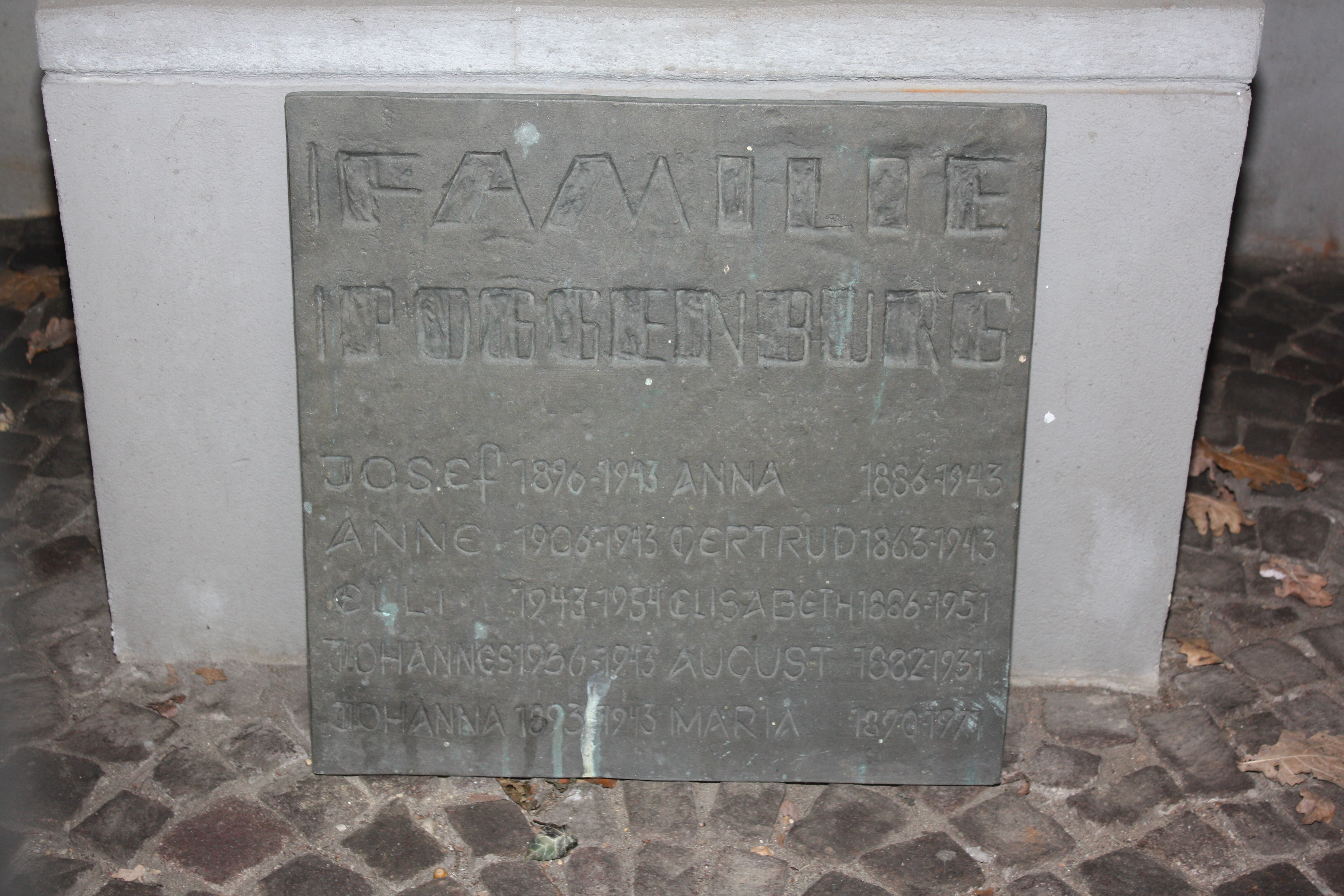
Gedenktafel der Familie Poggenburg

## Einzelbelege
1. ↑   Paul Engelmeier: Propsteikirche St. Clemens und Wallfahrtskapelle Telgte, 1972 S 32f. 8f.
2. 1 2  Vikar Gr. Vorspohl et al.: Wegkreuze und Bildstöcke im Pfarrbezirk St. Ambrosius Ostbevern. Nr. 12